# Euskadi Ta Askatasuna
ETA (Euskadi Ta Askatasuna, País Basc i Llibertat) fou una organització basca armada i clandestina, la qual es proclamava independentista i socialista, que tenia com a objectiu la creació d'un estat basc euskaldun i socialista, independent de l'Estat espanyol i de l'Estat francès, incloent-hi els set territoris bascos històrics (Euskal Herria): tres que pertanyen a l'Estat francès (dins el departament de Pirineus Atlàntics), tres províncies de l'Estat espanyol que formen l'actual País Basc, i la província de Navarra. És considerada terrorista per l'Estat espanyol, per França, per la Unió Europea i pels Estats Units.
ETA ha practicat habitualment el segrest i l'extorsió com a mètodes de finançament i amb finalitats de pressió política. Organitzacions com Amnistia Internacional denuncien anualment les activitats d'ETA en els seus informes, així com algunes actuacions dels cossos policials en la seva tasca de repressió d'aquestes activitats.
Segons declaracions de detinguts, les tortures van ser una pràctica habitual a Intxaurrondo durant els anys d'activitat d'ETA, i els jutges d'instrucció no han volgut fer cas de les seves denúncies, fet pel què el Tribunal Europeu de Drets Humans ha condemnat onze vegades a Espanya per fer cas omís d'una denúncia de tortures, sis d'elles quan el jutge encarregat era Fernando Grande-Marlaska, que acabaria sent ministre de l'Interior d'Espanya. L'Institut Basc de Criminologia ha investigat entre 4000 i 5000 casos de tortura al País Basc entre 1960 i 2013 segons Francisco Etxeberria, director de la institució.
| Al País Basc             | 547 |
| A la Comunitat de Madrid | 121 |
| A Catalunya              | 55  |
| A Navarra                | 40  |
| Al País Valencià         | 5   |
| Altres                   | 49  |
| Total                    | 817 |
| Civils                   | 339 |
| Policia i militars       | 478 |
| Font: Guàrdia Civil      |     |

Des de la seva fundació, ETA ha matat 817 persones, la majoria militars i membres de cossos policials, però 339 d'elles civils, molts d'ells responsables polítics o càrrecs de partits polítics espanyols. Més de 200 bascos, entre ells molts militants d'ETA, polítics, periodistes i ciutadans civils, han mort a mans dels diversos cossos policials i militars, de les diverses organitzacions mercenàries, per-militars i per-policials, a conseqüència de la presó, i 36 militants van morir manipulant explosius.
Tingué un suport popular significatiu durant la dictadura franquista, des del restabliment de la democràcia a Espanya. La majoria dels partits polítics bascos i de la resta de l'Estat han condemnat les accions d'ETA, a excepció de Batasuna, il·legalitzada a l'Estat espanyol, però legal al francès, que considera els atemptats d'ETA conseqüència d'un conflicte entre el poble basc i Espanya. El partit nacionalista d'esquerres Aralar, tot i que no la condemna, rebutja l'activitat d'ETA. El Partit Comunista de les Terres Basques (EHAK), que aparegué al parlament basc a les darreres eleccions autonòmiques amb nou diputats, i Acció Nacionalista Basca, que ocupa nombroses alcaldies i regidors i que assolí un 10% dels vots a les darreres eleccions municipals, partits que han recollit els vots dels votants que votaven pel partit Euskal Herritarrok (Ciutadans Bascos) (anteriorment Herri Batasuna, Unitat Popular) declarat il·legal pels tribunals de justícia espanyols en el procés d'il·legalitzacions de partits, associacions i organitzacions independentistes iniciat amb l'aprovació de la polèmica i discutida "llei de partits". Ni EHAK ni ANB, com nombroses organitzacions polítiques, sindicals i associatives basques tampoc condemnaren els atemptats d'ETA al·legant que «en aquest moment històric s'ha de superar la dinàmica de condemnes».
Durant la transició, o reforma política al final del franquisme, tant ETA com el PNB i el conjunt del nacionalisme basc, rebutjaren la Constitució Espanyola, que rebé un suport minoritari al País Basc en el referèndum, per entendre que no reconeixia els drets nacionals bascos. Des d'aleshores, ETA ha fet públiques en diferents ocasions les seves demandes per a una solució pacífica del conflicte, amb l'Alternativa KAS i l'Alternativa Democràtica per a Euskal Herria, que essencialment reclamaven el respecte al dret d'Autodeterminació i la Territorialitat del País Basc.
Al llarg dels trenta anys de règim autonòmic, tot i l'aprovació de l'Estatut d'Autonomia a la Comunitat Autònoma Basca, el moviment independentista del qual ETA forma part ha mantingut el seu suport, fins i tot durant els períodes d'il·legalitzacions de les seves expressions polítiques, amb vots que després serien anul·lats, i s'ha negat a acceptar el marc polític, reclamant un nou marc més enllà de l'autonomia, ja fos en solitari i a vegades també amb altres forces com Eusko Alkartasuna, el sindicat ELA, o el mateix Partit Nacionalista Basc, com passà en el període del Procés de Lizarra-Garazi.
El dia 20 d'octubre de 2011, després de la celebració 3 dies abans de la Conferència Internacional de Pau de Sant Sebastià, ETA va anunciar que aturava definitivament l'activitat armada. L'abril del 2018 va fer públic un comunicat on anunciava la seva dissolució i el "tancament definitiu del seu cicle".

## Història

### Durant el franquisme

#### Fundació

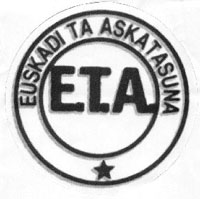
Segell d'ETA.

ETA es va fundar com a tal el 1959 com una escissió de les joventuts del Partit Nacionalista Basc, provinents de l'antiga Jagi-Jagi i que adoptà d'antuvi el nom d'Ekin dirigides per José Luis Alvarez Emparantza "Txillardegui", Julen de Madariaga Aguirre "Santi", José María Benito del Valle i José Manuel Aguirre Bilbao, qui demanaren al filòsof Federico Krutwig que els ajudés en la teorització de la lluita armada i l'alliberament nacional, amb influència del marxisme i l'exemple del Vietcong, Fidel Castro i el FLN algerià.

#### Primeres assemblees
Els primers anys els seus membres col·loquen petits artefactes, fan pintades i pengen ikurrinyes. La seva primera acció d'importància, l'intent fracassat de fer descarrilar el 1961 un tren amb ex-combatents feixistes per celebrar el cop d'estat que va provocar la derrota republicana a la Guerra Civil espanyola va permetre a la policia descobrir l'existència de l'organització, desconeguda fins llavors i detenir una trentena dels membres de la seva branca d'acció.
Les bases de l'organització es consoliden el maig de 1962, en la seva I Assemblea, celebrada en el monestir de Belloc de Baiona, on es presenta com Moviment Revolucionari Basc d'Alliberament Nacional, rebutjant la col·laboració amb partits o associacions no nacionalistes basques i definint-se com una organització clandestina revolucionària que defensa la lluita armada com a mitjà per aconseguir la independència d'Euskadi.
La seva tendència d'esquerra queda definida en la II Assemblea, celebrada a Hossegor la primavera de 1963, en la qual es constaten les afinitats entre el seu ideari i el socialisme i els moviments d'alliberament del tercer món. Aquest acostament a posicions comunistes significa l'allunyament del Partit Nacionalista Basc, conservador i catòlic.
En la III Asamblea, celebrada entre abril i maig de 1964, es va decidir que la lluita armada és el millor mode d'aconseguir els objectius proposats, segons la ponència publicada com La insurrecció a Euskadi. S'explicita el trencament amb el PNB, qui considera l'organització contrària als interessos de l'alliberament nacional. La influència de Federico Krutwig Sagredo, que ha publicat el fonamental Vasconia. Estudio dialéctico de una nacionalidad el 1963 a l'Argentina, i els seus seguidors i la marxistació progressiva de l'organització van fer passar a segon pla als fundadors més persistents en el catolicisme, com José Luis Álvarez Emparantza (Txillardegui) partidari de l'exili.

#### IV assemblea
A la IV Asamblea, iniciada l'agost de 1965 a Guipúscoa, a la Casa de Ejercicios Espirituales dels jesuïtes d'Azpeitia i va continuar a una cabana d'Urbia, a prop del Santuari de la Mare de Déu d'Arànzazu, en ser sorpresos alguns delegats de l'exili de camí a la primera seu, i s'hi dicten les bases per adoptar l'estratègia guerrillera a les circumstàncies basques, mitjançant el principi acció-repressió-acció, aprovant definitivament l'ús de la violència armada com una de les formes d'acció habitual i l'ús de la violència per aconseguir fons econòmics.
Apareixen tres corrents en l'organització: els culturalistes, representats per Txillardegi; els obreristes, representats per Patxi Iturrioz; i els tercermundistes representats per José Luis Zalbide i partidaris d'establir vincles entre la lluita per la independència basca i les lluites d'alliberament de països del Tercer Món.
La detenció el 24 de setembre de 1965, de José Luis Zalbide, després d'un atracament a Bergara situa en la direcció a Francisco Iturrioz, del corrent obrerista, i a partir de llavors, ETA va prendre progressivament un nou rumb amb la participació activa dels militants dins del combatiu moviment obrer basc, per influenciar-lo. Una de les instruccions de la nova direcció era integrar-se en les Comissions Obreres. Els sectors nacionalistes reaccionen contra el perill de desviació publicant de manera independent la revista Branka (Proa) per reorientar l'organització als objectius originals.

#### V assemblea: ETA Berri i ETA Zaharra

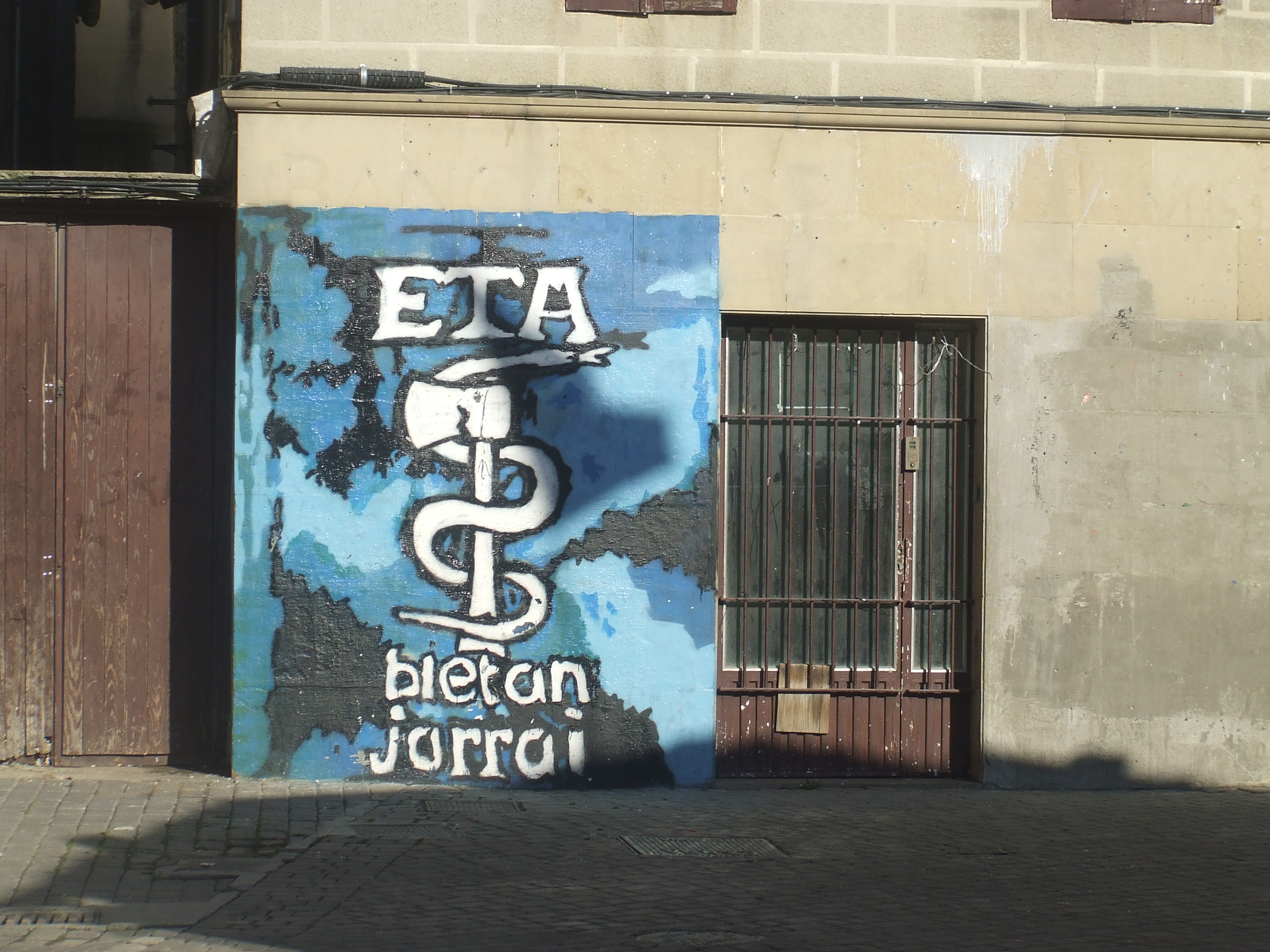
Mural d'ETA a Altsasu

La V assemblea es va dur a terme en dues fases, la primera el desembre de 1966 a la casa parroquial de Gaztelu (Guipúscoa). La segona es va celebrar el març del 1967 a la casa d'exercicis espirituals de la Companyia de Jesús de Getaria (Guipúscoa). Durant l'assemblea van esclatar les divergències entre obreristes i els dos sectors nacionalistes formats en la IV assemblea. Els obreristes, acusats d'«espanyolistes» per la seva pretensió de prioritzar l'aliança amb grups d'esquerra de tot el territori espanyol, es van escindir en una organització anomenada ETA Berri (Nova ETA), mentre els altres dos sectors van quedar en l'ETA Zaharra (Vella ETA), que aviat seria de nou únicament ETA. ETA Berri va contribuir a crear, i va acabar per dissoldre's en un partit polític d'àmbit espanyol anomenat Moviment Comunista (MC). A ETA Zaharra el sector tercermundista va arraconar i apartar del poder al sector culturalista de Txillardegi, que va formar un grup intern anomenat Branka. A la V Asamblea es decideix també la creació dels quatre fronts o grups de treball intern que mantindrà l'organització en el futur: polític, militar, econòmic i cultural.
L'espiral acció-repressió-acció es posa en marxa a l'acabar la V assemblea, i la primera víctima mortal reivindicada fou el guàrdia civil José Pardines Arcay, per cinc trets a curta distància de Txabi Etxebarrieta, el líder de l'organització, que mor en el tiroteig posterior, el 7 de juny de 1968, i el 2 d'agost de Melitón Manzanas, cap de la Brigada Político-Social de Guipúscoa. La resposta del règim és tan contundent que, pràcticament, aconsegueix desarticular l'organització el 1969, que s'enfronta a un Consell de Guerra conegut com el Procés de Burgos el 1970, en el que es condemna a mort a Mario Onaindia, Teo Uriarte, Jokin Gorostidi, Javier Izko de la Iglesia, José María Dorronsoro i Javier Larena i que finalment són commutades pel dictador, juntament amb altres deu acusats que també són processats. El segrest del cònsol alemany a Sant Sebastià, Eugen Beihl, obtingué un gran ressò internacional.

#### VI Assemblea (no reconeguda): ETA-V i ETA-VI

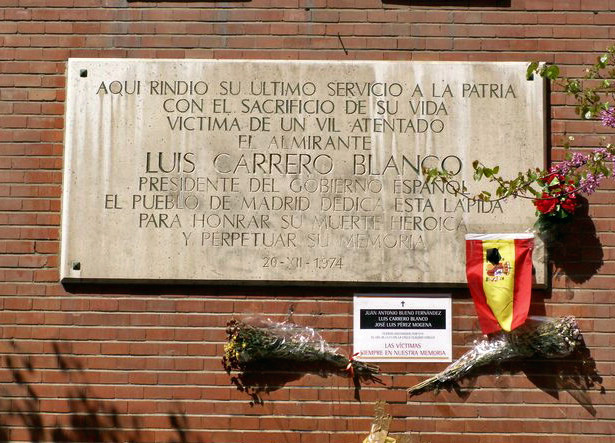
Placa commemorativa a Carrero Blanco, Madrid

En la VI Assemblea, celebrada l'estiu de 1970 a Baiona, resorgeixen les tensions, ara entre militaristes (partidaris de la preeminència de l'activitat armada), i el sector obrerista, majoritari en l'assemblea, que creu en la supeditació de la lluita armada a la lluita política, però el sector militarista no accepta les resolucions de l'assemblea i crea una escissió anomenada ETA-V Assemblea Askatasuna ala hil (Llibertat o mort) o ETA-V amb el gruix del front militar, amb el suport d'Emilio López Adán, Julen de Madariaga o Federico Krutwig. Eustakio Mendizabal Benito (Txikia), que moriria el 1973 va substituir Juan Jose Etxabe (Haundixe) com a cap del front militar després de l'escissió.
El sector majoritari usa la denominació ETA-VI Assemblea Iraultza ala hil (Revolució o mort) o ETA-VI. Al final, ETA-V aconsegueix el control de l'organització, en la que l'Aberri Eguna de 1972 s'integra un sector d'Euzko Gaztedi Indarra (EGI), les joventuts del Partit Nacionalista Basc, liderats per Iñaki Mugika Arregi, Ezkerra. Posteriorment, ETA-VI, es divideix en dos grups, el majoritari, que aprova el 1973 fusionar-se amb la Lliga Comunista Revolucionària, partit d'àmbit estatal que molts anys després s'unificarà amb l'MC i el minoritari, que es dissoldrà a l'integrar-se els seus membres en altres organitzacions, o en la mateixa ETA-V, de nou ETA.
La seva víctima més destacada fou l'expresident del Govern espanyol, almirall Luis Carrero Blanco, assassinat a Madrid per cotxe bomba l'any 1973 (vegeu assassinat de Carrero Blanco).

#### VI Assemblea: ETA (m) i ETA (pm)
La VI Assemblea de 1973 és la que provoca la darrera i més important escissió. Se celebra en dues parts, la primera a la Hasparren l'agost de 1973, i la segona després de l'atemptat a la cafeteria Rolando de Madrid, i a causa de les diferències l'organització es va trencar de nou en dues, la militar (ETAm) i la político militar (ETA pm). Els milis liderats per José Miguel Beñaran Ordeñana (Argala) defensaven la conveniència de separar l'aparell militar, clandestí, dels organismes de masses que havien d'operar en la legalitat. Els polimilis, majoritaris, eran partidaris de crear una organització que aglutinés les activitats militars i les polítiques. Tres anys després van rectificar la teoria i es van acostar als postulats d'Argala, tot i que no es van reunificar.
El 1974 el Servicio de Documentación introdueix un talp a ETA (pm), Mikel Lejarza, Llop, que aconsegueix situar-se a la cúpula de l'organització com a responsable d'infraestructures. La primavera del 1975 ETA pm va enviar diverses cèl·lules a Barcelona i Madrid per obrir nous fronts contra el règim franquista, i la multiplicació d'atemptats condueix el govern espanyol a establir la llei marcial al País Basc el 25 d'abril de 1975. A Barcelona l'organització va atracar bancs, i en una de les accions va morir el policia nacional Ovidio Díaz López, i el 30 de juliol foren detinguts a Barcelona Pedro Ignacio Pérez Beotegui Wilson, màxim responsable dels escamots especials, i Jon Paredes Manot Txiki mentre preparaven un nou atracament.
Llop va fer desplaçar a Madrid als caps d'ETA (pm), propiciant la detenció de la direcció de l'organització el 1975, l'arrest dels dirigents Iñaki Mugika Arregi Ezkerra, i Wilson i d'altres 150 membres d'ETA. També es frustraren una campanya d'atemptats i una fugida massiva de presos polítics bascos de la presó espanyola de Segòvia i de retruc, va fer que les contramesures per reprimir l'entrada de nous talps fossin una de les prioritats a nivell organitzatiu de l'organització.
L'afusellament de Txiki i el també militant d'ETA Angel Otaegi Etxeberria juntament amb tres del FRAP, el 27 de setembre, provoca una vaga general de dos dies al País Basc sota control espanyol.

#### Primera campanya de guerra bruta a Iparralde
Entre abril de 1975 i octubre de 1976 va tenir lloc la primera campanya de guerra bruta contra la comunitat de refugiats polítics bascos a Iparralde. En 20 de novembre de 1975 el Batallón Vasco Español va atacar amb bomba les llibreries Mugalde, d'Hendaia (abril, maig i juny de 1975), Nafarroa, Baiona (juny i juliol de 1975), i Axular i M. Marie, de Sant Joan Lohitzune (agost 1975), va intentar segrestar la companya de Jesús María Zabarte, i es van iniciar els atemptats selectius contra dirigents d'ETA, en els què els mercenaris Robert Nani, Annie Billard, José Fernández del Barrio, Ángel Pons, Marcel Cardona Amorós, François Chabessier, Mario Silvasi, André-Noël Chérid, Jean Pierre Cherid o Jay Salby, que operaven des d'una empresa anomenada pamplonesa anomenada Telma, dirigida per un antic militar francés, Jean Rogue van protagonitzar atacs contra Josu Urrutikoetxea Bengoetxea Josu Ternera el 5 de juny de 1975 en una acció en la que va morir Marcel Cardona, el 19 de juny van intentar segrestar a Iparralde a Yolanda Izagirre, companya de Jesús Mari Zabarte, Txomin Iturbe Abasolo Txomin fou atacat el 16 de novembre de 1975, Tomás Pérez Revilla el 6 de març de 1976, i l'habitatge familiar de Eduardo Moreno Bergaretxe Pertur d'ETA politicomilitar, que va morir en 23 de juliol de 1976 en una acció reivindicada pel BVE però de la què es sospita que fou duta a terme els escamots bereziak d'ETA (pm). Al diari La Voz de España el 30 de maig de 1976 es va anunciar una ofensiva contra militants d'ETA.

### La transició: VII Assemblea i l'alternativa Kas
El juliol de 1976, pocs mesos després de la mort de Franco, l'esquerra abertzale es va dotar d'un programa polític de mínims per a accedir a la nova situació. L'alternativa KAS va ser presentada a Pamplona el 30 d'agost de 1976, tot i que es va reformular el gener de 1978, basada en l'amnistia, retirada dels cossos repressius, reconeixement de l'euskera i el dret a l'autodeterminació com a base democràtica mínima per abandonar l'activitat armada.

#### ETA (pm) VII Assemblea
El 1976 ETA pm, es defineix una nova estratègia, definida per Eduardo Moreno Bergareche (Pertur), que recolzava la fundació d'un partit polític que representés l'ideari de l'organització a les eleccions generals de 1977, l'Euskal Iraultzarako Alderdia, que seria la columna vertebral de la coalició Euskadiko Ezkerra, i va acceptar l'amnistia concedida pel govern espanyol encara que tinguessin delictes de sang, abandonant la violència i integrant-se en el partit, que amb el temps es fusionaria amb el PSE-PSOE. Les diferències polítiques i estratègiques que hi va haver entre els "polimilis" van produir l'escissió, i probablement la mort de Pertur. El setembre de 1977, els escamots bereziak (especials) d'ETA (pm) es van integrar a ETA (m).

#### La UCD. Dissolució d'ETA (pm)
El desembre de 1976 es produeix el primer intent de negociació amb l'Estat quan membres dels Serveis d'Informació es van reunir a Ginebra (Suïssa) amb responsables d'ETA (m) José Manuel Pagoaga (Peixoto), i José Luis Ansola Larrañaga (Peio el Vell) i ETA (pm) Xabier Garaialde (Erreka), i Jesús María Muñoa, (Txaflis), als que es va informar dels plans de reforma d'Adolfo Suárez, i es va demanar una treva a canvi de discutir l'alliberament de presos i el retorn d'exiliats. ETA (m) va considerar les propostes dels militars un insult.
Al final dels anys setanta, la lluita armada s'incrementa de manera notable i alhora comença una deriva a accions més indiscriminades, i també l'acompanya la guerra bruta amb l'asasinat per part del Batallón Vasco Español de José Miguel Beñaran Ordeñana (Argala) un dels dissenyadors de la línia estratègica d'ETA a la dècada de 1970 i del model organitzatiu de l'esquerra abertzale, reivindicat pel Batallón Vasco Español i que va causar gran commoció en la societat basca i la creació del comando Argala, un escamot itinerant format íntegrament per ciutadans de nacionalitat francesa i encapçalat per Henri Parot Navarro a les ordres directes de la direcció.
El febrer de 1980 el ministre de l'Interior, Juan José Rosón, i el secretari general de Euskadiko Ezkerra, Mario Onaindía, van començar a reunir-se per buscar vies d'integració social per als membres d'ETA decidits a l'abandonament definitiu de les armes. L'1 de febrer del 1980, a prop d'Ispaster l'organització va atacar amb armes de foc i granades un comboi de guàrdies civils que escortava treballadors i armes de la propera fàbrica d'Esperanza y Cía. a Bilbao, morint sis guàrdies civils i dos militants, i després d'aquell atemptat, la Guàrdia Civil va crear el Grup Antiterrorista Rural, considerada una unitat d'elit, el 13 de juliol a Orio dos guàrdies civils i dos militants van morir en l'assalt a una fàbrica d'armes, el 3 de novembre quatre guardies civils i un civil van morir en un metrallament a Zarauz, i el 15 de novembre es frustrà l'assalt a la caserna militar de Berga amb la col·laboració de militants independentistes catalans.
ETA (pm) va declarar una treva en febrer de 1981, poc després del Cop d'estat a Madrid que el sector majoritari, anomenat VIII Assemblea, va trencar l'agost de 1981, formant amb ETA (m) el que torna a anomenar-se ETA. La resta es va reintegrar a la vida civil d'acord amb el que van pactar amb el govern.

#### Segona campanya de guerra bruta
La segona campanya de guerra bruta es va iniciar el 2 de juliol de 1978 amb l'atemptat contra l'històric militant d'ETA Juanjo Etxabe, que va sobreviure una desena de bales però va moriri la seva dona Agurtzane Arregi. José Miguel Beñaran Ordeñana Argala va morir el 21 de desembre de 1978 per una bomba col·locada per un escamot del BVA format pels mercenaris Jean Pierre Cherid, José María Boccardo Alemán i Mario Ricci, reclutats per Pedro Martínez, vinculat als serveis d'informació de la Armada i el SECED.
El 25 de juny de 1979, Cherid va liderar l'escamot que va matar Enrique Gómez Álvarez, Korta a Baiona i el 2 d'agost va matar Juan José Lopategui Carrasco Pantu quan va ser ametrallat a platja d'Anglet amb Txomin i Sasiain Etxabe, que van ser ferits. El 31 de desembre del 1980 Cherid mata a Biarritz José Martín Sagardía, també membre d'ETA.
Al BVA li atribueix, entre d'altres, la col·locació d'una bomba col·locada al bar Aldana d'Alonsotegi el 20 de gener de 1980 on van morir quatre persones: el matrimoni format per Pacífico Fica i María Paz Armiño, Manuel Santacoloma i Liborio Arana, i 19 ferits de gravetat, però les investigacions dirigides per José Amedo, no van donar resultat. El 23 de juliol de 1980, un artefacte col·locat a la porta d'entrada de l'escola bressol Iturriaga de Bilbao, dirigida per la companya d'Antton Artiñano, regidor d'Herri Batasuna a Zeberio, va provocar tres morts: María Contreras, Antonio Contreras i Anastasio Leal. Al novembre un comando va atemptar contra les persones sospitoses que es trobaven al bar Hendayais d'Hendaia, morint per ràfegues de metralleta José Camio i Jean Pierre Haramendi.
Algunes de les accions de l'organització no van ser aclarides fins a la desarticulació de l'organització amb la detenció el 4 de març de 1981 d'Ignacio María Iturbide Alcain i Ladislao Zabala Solchaga, net del general feixista José Solchaga y Zala, responsables de la majoria de les morts en accions de grups parapolicials comeses a finals de la dècada de 1970 i els primers anys de la dècada de 1980, d'ideología d'extrema dreta i condemnats per set dels assassinats, i de Jesús Jiménez Cortázar, José Luis Jiménez Claverí i Benito Santos Medina, condemnats per tinença d'armes, o Rogelio González Medrano.

### El govern deFelipe González

#### Tercera campanya de guerra bruta: els GAL
L'estructura d'ETA va canviar a partir de 1983 per l'aparició dels Grups Antiterroristes d'Alliberament (GAL), que atemptaven contra militants i simpatitzants de la formació i contra ciutadans bascos al país basc sota administració francesa. Entre els anys 1983 i 1987 van ser responsables de la mort de 23 persones i d'una trama de corrupció generalitzada basada en els fons reservats del Ministeri de l'Interior que van dur a la presó, entre altres al ministre de l'Interior José Barrionuevo Peña i Rafael Vera, Secretari d'Estat per la Seguretat, el secretari general del Partit Socialista d'Euskadi Ricardo García Damborenea, l'ex governador civil de Guipúzcoa Julen Elgorriaga, el tinent coronel Ángel Vaquero i el llargament condecorat General de la Guàrdia Civil Enrique Rodriguez Galindo, condemnat per la desaparició, tortures i assassinat de dos joves refugiats bascos, trobats 15 anys després de ser enterrats en calç viva a Busot (País Valencià) l'any 1983. El mateix president del govern espanyol, Felipe González, fou assenyalat insistentment com a màxim responsable de la trama, tot i que no fou finalment processat, i el 2010 declarà que tingué l'oportunitat de fer volar la cúpula de l'organització i va optar per no fer-ho.
La utilització del terrorisme d'Estat per part dels aparells de seguretat espanyol, a més de negociacions relatives a infraestructures com el TGV, decidiren les autoritats franceses a intensificar la persecució i detencions de refugiats i membres de l'organització el 1984, acabant amb el que l'estat espanyol considerava un santuari durant el franquisme i la transició, deportant-los a tercers països amb la intenció que els GAL deixessin d'operar en territori francès, i el 1985 la policia francesa va detenir als dirigents Juan Lorenzo Lasa Mitxelena (Txikierdi) i a Isidro Garalde, (Mamarru) i a l'any següent a José Luis Arrieta Zubimendi (Azkoiti) en la cooperativa Sokoa d'Hendaia, en la que es troba un zulo soterrani que serveix per amagar diners, armes (fins i tot un míssil terra-aire), o documentació, i on es duia la comptabilitat de l'organització. La pressió de la guerra bruta de l'estat espanyol va fer que la vida al País Basc francès esdevengués insegura per als militants d'ETA sense permís de residència i en situació de clandestinitat, i la Bretanya va convertir-se en una nova terra d'asil.
L'estiu del 1985, el francès Clément Perret, qui es creu que tenia alguna relació amb els GAL, fou assassinat a la seua pizzeria a Grau de Castelló, sent la primera víctima d'ETA al País Valencià.
Més del 60% dels crims de la guerra bruta contra ETA comesos pel GAL i el Batallón Vasco Español segueixen sense ser aclarits.

#### Artapalo (1986 - 1992)
La direcció entre els anys 1986 a 1992 la va dirigir el col·lectiu Artapalo, que en els seus inicis va patir les morts de la dissident Dolores González Katarain (Yoyes) i l'accidental de Txomin Iturbe Abasolo (Txomin), va ser dirigida per Francisco Mujika Garmendia (Pakito), José Luis Álvarez Santacristina (Txelis), José María Arregi Erostarbe (Fiti) i José Javier Zabaleta Elósegi (Baldo), caracteritzats per un canvi d'estratègia amb accions més indiscriminades.
Per evitar la detenció de militants per haver realitzat accions menors com cremar un cotxe o algun local relacionat amb interessos francesos, Txelis dissenya en 1986 una nova estructura mitjançant un entramat de grups de suport format per menors d'edat que no puguin ser jutjats per no tenir edat penal o que en cas de ser detinguts fossin jutjats per delictes de faltes. A aquests grups els anomena «grups X» per als encarregats de tasques d'agitació política, «grups Y» als encarregats de la kale borroka, els sabotatges a interessos públics o privats, i «grups Z» als escamots de l'organització.

El novembre de 1986 l'advocat Jorge Argote es va entrevistar a Algèria amb Txomin, i l'any següent es van iniciar contactes entre Julián Sancristóbal, Manuel Ballesteros i Pedro Martínez per part del govern espanyol, i Txomin, fins a la seva mort accidental, i més tard per Antxon, però les Converses d'Alger van fracassar el 1989 quan l'organització era representada per Antxon, Belén González Peñalva (Carmen) i Ignacio Arakama Mendia (Makario) i Espanya per Rafael Vera i Juan Manuel Eguiagaray, amb l'atemptat contra la caserna de la Guàrdia Civil de Saragossa, i els representants d'ETA són enviats a Santo Domingo. La captura de Josu Urrutikoetxea (Josu Ternera), el 1989, i Baldo, el 1990, va convertir a Pakito en el principal dirigent d'ETA a final d'any.
El Comando Barcelona pren rellevància a Catalunya i comet algunes de les accions més contundents de l'organització, com l'Atemptat d'Enpetrol al Complex Petroquímic de Tarragona i l'atemptat de l'Hipercor a Barcelona el 12 i 19 de juny de 1987, i el de la caserna de la Guàrdia Civil de Saragossa l'11 de desembre de 1987. El Comando Barcelona fou desarticulat amb la detenció el 5 de setembre de 1987 de Domingo Troitiño Arranz Txomin, Josefa Ernaga Esnoz i Juan José Zubieta Zubeldia i la fugida de Rafael Caride Simón. En juliol de 1987 va ser desmantellat un dels dos grups del comando Donosti, acció en la que va morir Luzia Urigoitia (Lutxi) presumptament executada de manera extrajudicial.
Un cop reconstituït el Comando Barcelona, el 1991 dos militants encaputxats van tirotejar José Edmundo Casañ, delegat de la constructora Ferrovial, a la seua oficina de València, i va destruir la caserna de la Guàrdia Civil de Vic el 29 de maig de 1991, i el comando va ser desarticulat l'endemà amb l'assalt de la Guàrdia civil a una casa de Lliçà d’Amunt en una accíó en la que moriren Joan Carles Monteagudo i Jon Felix Erezuma, i Juan José Zubieta Zubeldia fou detingut. Durant la celebració de l'Aste nagusia de 1991, la Guàrdia Civil va assaltar una casa a Morlans causant la mort del tres membres del Comando Donosti Patxi Itziar Agirre, Iñaki Ormaetxea Antépara i Jokin Leunda Mendizabal. El comando Ekaitz va sorgir en octubre de 1992, poc després de la desarticulació del comando Barcelona amb l'objectiu de cometre atemptats a Catalunya durant la vigília dels Jocs Olímpics de Barcelona, i entre altres accions, va executar Manuel Broseta Pont, fins que el 22 de març de 1992, a pocs mesos del començament de les Olimpíades, va ser desarticulat amb la detenció de Fernando Díez Torre i la fugida de la resta de membres. Artapalo va ser desarticulat a Bidart el 29 de març de 1992.

#### Després de Bidart
Capturada la direcció al complet, la nova direcció la componen Ignacio Gracia Arregi (Iñaki de Rentería), Mikel Albisu (Mikel Antza), Feliz Alberto López de la Calle (Mobutu) i Maria Soledad Iparraguirre (Anboto), proposen una treva de dos mesos, condicionats al fet que Rafael Vera negociés a Santo Domingo amb Eugenio Etxebeste (Antxon), intentant retrobar les negociacions d'Argel, però no es produeix la trobada i el 21 de juny de 1993 es produeix un atemptat a Madrid que acaba amb la vida de sis militars que acaba amb la treva. El 1992, després de la caiguda d'Artapalo a Bidart, la Bretanya va consolidar-se com a terra d'asil. La nova direcció va establir com a objectiu prioritari atemptar contra dirigents del Partit Popular (PP), Partit Socialista Obrer Espanyol (PSOE) i Partit Nacionalista Basc (PNB). El 23 de gener de 1995, poc abans de les eleccions municipals de maig, mentre menjava en un restaurant de la Part Vella de Sant Sebastià amb els seus companys de l'ajuntament, entre ells María San Gil, Gregorio Ordóñez va ser assassinat per un comando d'ETA format per Francisco Javier García Gaztelu, "Txapote" i Juan Ramón Casatorre, "Zapata", sense que hagi pogut determinar-se quin dels dos va estrènyer el gallet.	
En abril de 1995 l'organització elabora un nou manifest anomenat Alternativa democràtica. que estableix les bases per la suspensió de l'activitat militar d'ETA i superar el conflicte a partir de l'acceptació de la territorialitat basca, que la sobirania pertany al País Basc i el dret a l'autodeterminació, però la resposta del govern socialista fou de no negociar.  Amb el rebuig a la negociació, L'actuació armada va continuar amb els atemptats frustrats el 1995 contra José María Aznar, aleshores president del PP i que es va salvar perquè arrel de la mort d'Ordoñez el PP va decidir extremar les medidas de seguridad i incorporar més blindatge al vehicle d'Aznar, el rei Joan Carles I, i el segrest del funcionari de presons José Antonio Ortega Lara el 17 de gener de 1996.

### El govern del Partit Popular

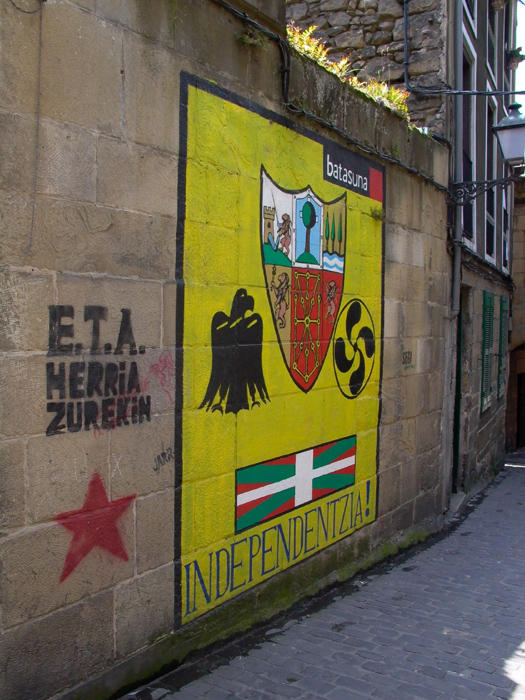
Pintada a favor d'ETA a Pasaia, 2003. Sobre l'estel roig hi diu en basc: E.T.A. el poble està amb vosaltres. Vegeu Zazpiak Bat per la resta del mural

Els anys de govern del Partit Popular (1996-2004) sota la presidència de José María Aznar van suposar una reducció important dels atemptats de l'organització, tot i que existeix una certa polèmica de si és per pròpia decisió de l'organització, que se centraria a fer menys atemptats però amb una repercussió política més gran, especialment contra polítics espanyols, o bé a causa d'una política antiterrorista encertada, o a conseqüència de la suposada progressiva reducció de la seva base popular, suposició que no corroboren els estables resultats electorals de l'esquerra abertzale. i el 30 de juny de 1997, el segrest i execució el 1997 del representant del Partit Popular d'Ermua, Miguel Ángel Blanco, o l'assassinat l'any 2000 de l'exministre de Sanitat, Ernest Lluch.
El 20 de novembre de 1997 declarà la primera treva parcial de la seva història per als funcionaris de presons. Després de les converses entre ETA, el Partit Nacionalista Basc i Eusko Alkartasuna l'agost de 1998, no serà fins al 16 de setembre quan ETA anunci una treva total, indefinida i sense condicions que començaria al cap de dos dies, el 18 de setembre, responent al document signat per PNB, Herri Batasuna, Eusko Alkartasuna, Ezker Batua-Berdeak, el sindicat LAB, i altres organitzacions, conegut com el Pacte de Lizarra en el que s'analitzava la situació d'Irlanda del Nord i es tractava de projectar el procés de pau al País Basc. Durant el període d'aquesta treva, que s'allargà fins al 3 de desembre de 1999, tingueren lloc a Suïssa diverses converses entre els representants d'ETA i representants del govern espanyol. Durant aquest període s'impulsà l'assemblea de municipis bascos Udalbiltza, amb la participació de milers d'electes, amb la intenció de constituir la primera institució nacional pròpia al marge de l'Estat espanyol, a més d'altres iniciatives de caràcter sobiranista que suscitaren una forta reacció del govern espanyol contra el PNB. Finalment, les desavinences entre el PNB i l'Esquerra Abertzale sobre el ritme del procés, i les actuacions de les autoritats espanyoles com la detenció de la interlocutora Belen González, en ple procés de negociacions, donaren per acabat el procés.
El el 9 de març de 1999, França deté a Paris a José Javier Arizkuren Ruiz (Kantauri), cap dels escamots, i Ignacio Gracia Arregi Iñaki de Rentería al capdavant de l'aparell logístic i nombrosos militants degut a la informació obtinguda per una policia infiltrada en el comando Donosti, de manera que segons la policia Francisco Javier García Gaztelu (Txapote) i Asier Oiartzabal (Baltza), Juan Antonio Olarra Guridi, Ainhoa Múgica Goñi i Ibon Fernández Iradi (Susper), ascendeixen a la Zuba (el comitè executiu de l'organització). Durant tot el 1999 es produïren nombroses detencions de militants.
Txapote va imposar un nou sistema d'organització dels comandos, que estarien formats per tres membres alliberats de l'organització, dels quals només dos participarien simultàniament a la comissió d'atemptats. L'altre membre seria l'encarregat de netejar els pisos de proves i informar-ne la direcció en el cas que fossin detinguts els dos primers. El setembre del 1999 un grup combinat de membres d'ETA i del Front d'Alliberament de Bretanya van assaltar una fàbrica a Plévin robant 8.350 quilos de dinamita industrial, 11 quilòmetres de cordó detonant, 1.142 detonadors pirotècnics i 4.612 detonadors elèctrics i el 20 de novembre una màquina encunyadora i 125 plaques de matrícula verges d'una empresa d'Eibar.
El 6 de novembre de 1999 en una assemblea celebrada al pavelló Anaitasuna de Pamplona es va constituir Ekin, formació hereva de la il·legalitzada KAS i considerada el braç polític d'ETA, com una organització independentista, revolucionària i nacional amb l'objectiu d'agitar la societat i enfortir les lluites populars amb la finalitat de construir una nació basca moderna i competitiva, prenent el nom del grup de joves nacionalistes que van donar origen a ETA.
El 30 d'octubre del 2000 un atemptat a Madrid amb cotxe bomba del comando Buruhauste, format per Ana Belén Egüés, Juan Luis Rubenach i Gorka Palacios va provocar la mort del magistrat del Tribunal Suprem José Francisco Querol i tres persones més.
Txapote fou detingut en Anglet el 21 de febrer de 2001. El 7 de març un escamot va robar 1.600 kilos de dinamita industrial Titanite a prop de Grenoble. El 23 de setembre de 2001 Baltza fou detingut, i se li va confiscar molta documentació, i en octubre fou detingut a Tarbes Vicente Goicoetxea Arandiaran Willy, un dels responsables de l'aparell polític, i en desembre Juan Ramón Carasatorre Aldaz a Auch, encarregat durant anys de la instrucció dels nous militants. El Zuba el formarien llavors Juan Antonio Olarra Guridi (Jon), Ainhoa Múgica Goñi (Olga), Félix Ignacio Esparza, (Navarro), Mikel Albisu (Mikel Antza), Ramón Sagarzazu (Ramontxo) i María Soledad Iparragirre (Anboto)
El 16 de juliol de 2002 la policia francesa va capturar a Rivière el zulo Txernobil, on s'emmagatzemaven més de 500 quilograms de titadyne, uns 4.000 detonadors elèctrics, 50 subfusells Uzi, 33 llançagranades, 300 fusells, desenes de milers de bales de diferent calibre, pistoles i abundant documentació. En aquell moment l'organització mantenia dos altres grans magatzems de material, anomenats Z-40 i Txoriak. La intercepció fou resposta amb un atemptat del comando Argala contra la casa caserna de la Guàrdia Civil de Santa Pola el 4 d'agost del 2002 va causar la mort de dues persones.
Susper va ser detingut el desembre del 2002 a Tarbes, però va fugir de la comissaria de Baiona, i va ser arrestat de nou a Mont de Marsan el desembre del 2003, i la documentació interceptada va provocar més d'un centenar de detencions.
Els 3 i 4 de gener de 2004 els dirigents de l'aparell polític d'ETA Josu Ternera i Antza, es va entrevistar a Perpinyà Josep Lluís Carod-Rovira amb el conseller en cap del govern de la Generalitat de Catalunya amb l'esperança que es produís un alt el foc. El 2 d'abril del 2004 el considerat número 1 de l'organització, Mikel Antza va escapar de la policia francesa a Sent Pau de Dacs, on va ser detingut Navarro, el responsable de l'aparell logístic.

### El govern deJosé Luis Rodríguez Zapatero
Mikel Antza i Maria Soledad Iparraguirre Anboto foren detinguts el 3 d'octubre de 2004 a Salias amb el seu fill i 18 persones més, localitzant-se subfusells, metralladores, 200 quilos de dinamita robada a Grenoble i Plebin i dos ordinadors. En el registre de tres zulos més es van localitzar més d'una tona d'explosius (entre titadyne i clorat de sodi), granades anticarro i antipersona, llançagranades, 40.000 cartutxos, fusells d'assalt i cordó detonant. Se li va intervenir una base de dades amb informació sobre 14.000 objectius.

#### La proposta d'Anoeta
El 14 de novembre de 2004, Batasuna va organitzar un acte polític multitudinari al Velòdrom d'Anoeta, on Arnaldo Otegi va formalizar la proposta d'Anoeta per la "superació del conflicte", que seria assumida per ETA i gran part de l'esquerra abertzale. La proposta es basava en l'establiment de dues meses de diàleg. La primera entre el Govern i ETA per tractar el tema del cessament de les activitats armades, i la segona mesa, constituïda per tots els partits polítics al marge del parlament basc, per debatre el tema polític.
Els darrers atemptats de l'organització sense víctimes mortals abans de la treva de 2006, han estat el 12 de juliol de 2005 quan ETA va fer esclatar quatre bombes a una central elèctrica de Biscaia, sense causar danys ni materials ni personals i a les autovies A-5 i A-4, a l'alçada de Maqueda i Madridejos (Toledo) en plena Operació sortida de les vacances d'estiu, el 29 de juliol de 2005, amb dos artefactes d'escassa potència.

#### L'alto el foc de 2006

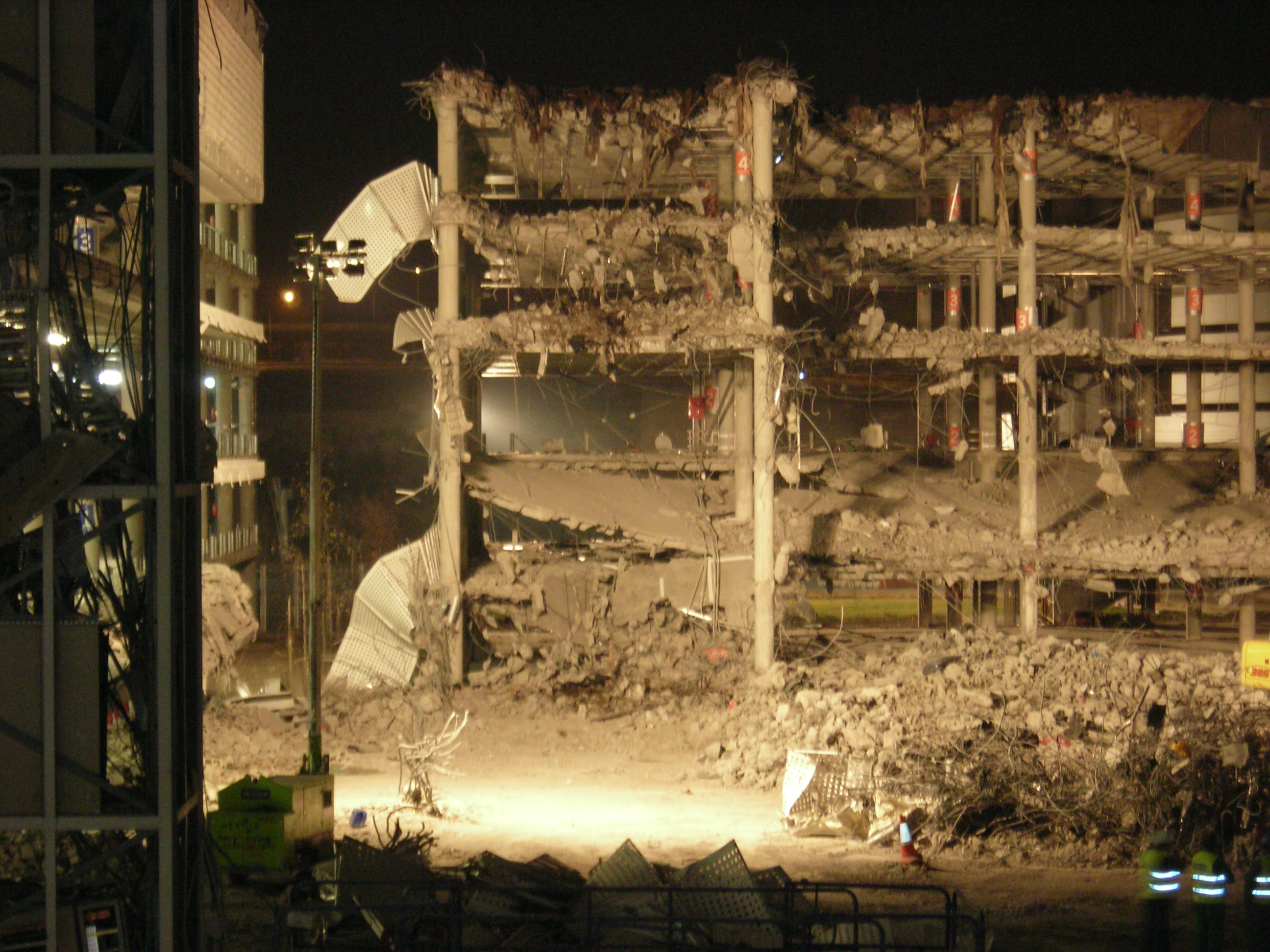
Atemptat a l'aparcament D de l'Aeroport de Madrid-Barajas

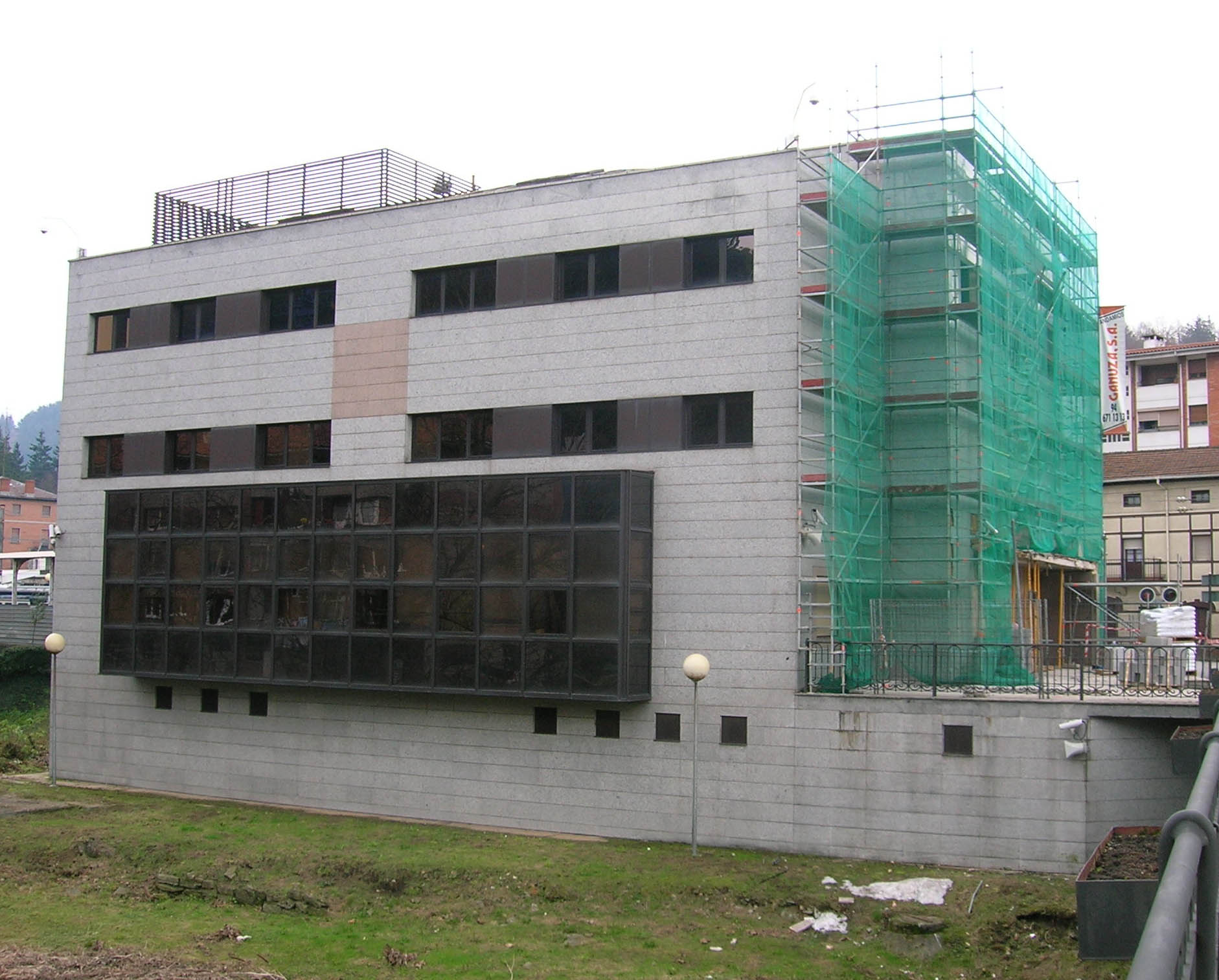
Atemptat als jutjats de Balmaseda, 2006

El 22 de març de 2006 ETA va declarar un alto el foc permanent com a gest per la recerca d'un final dialogat a la violència, en un comunicat llegit per una dona, el 29 de juny de 2006, el president del Govern confirmaria l'inici de converses amb l'organització, i el 6 de juliol el PSE i Batasuna es reuneixen per primer cop després de l'alto al foc, no obstant això, la mateixa Batasuna ha afirmat que aquests contactes ja existien inclús abans de les eleccions generals de 2004. Després de mesos de negociacions, la treva es trenca el 30 de desembre de 2006 amb un atemptat a la Terminal 4 de Barajas (Madrid), després que el Govern de José Luis Rodríguez Zapatero hagués mantingut la pressió policial i judicial, mantenint en la il·legalitat a Batasuna, assetjat per la pressió del Partido Popular, contrari a qualsevol gest de distensió i que anava retallant les diferències en suport electoral, i quan feia setmanes que les veus de l'esquerra abertzale demanava gestos al govern de l'estat i s'estava incrementant les accions de kale borroka i el rearmament de l'organització, especialment amb un robatori d'armes a Vauvert el 25 d'octubre. El ministre de l'Interior Alfredo Pérez Rubalcaba declarà la finalització de l'alto al foc permanent i de les negociacions, atès que el mandat parlamentari només les autoritzava en absència de violència. Tot i aquestes afirmacions, les negociacions continuaren tant entre el govern i ETA com entre el PSE, Batasuna i el PNB fins a maig de 2007 en el que s'anomenaren "converses de Loiola" en fer-se públiques a principis de 2008, en les quals s'hauria arribat a un preacord de solució que inclouria el dret a decidir del poble basc i el reconeixement de la territorialitat, acord que finalment es frustrà.
El maig del 2007, la fiscalia espanyola impugnava totes les llistes electorals independentistes presentades per Abertzale Sozialisten Batasuna, i la gran majoria de les de l'històric partit basc Acció Nacionalista Basca per considerar-les continuadores de Batasuna, il·legalitzada a Espanya, en el que s'interpretà com un cop potser definitiu al procés del pau i una aposta per la via repressiva del govern del PSOE, incapaç d'impulsar una sortida negociada davant el PP. En aquell moment segons fonts policíaques espanyoles els principals dirigents de la direcció eren Mikel Garikoitz Aspiazu Txeroki, responsable de l'aparell militar, i Josu Urrutikoetxea, exdiputat al parlament de la CAV. El darrer va participar en les reunions amb el president del PSE-EE, Jesús Eguiguren a Ankara (Turquia) i Oslo (Noruega). Si bé en diverses ocasions responsables policials espanyols han donat informacions contradictòries sobre diferents cúpules i persones amb responsabilitats.

#### Represa de les activitats
El 5 de juny de 2007 l'organització declara trencat definitivament l'alto el foc, amb efecte a partir de l'endemà, argumentant que no es donen les condicions mínimes per continuar un procés de negociació, i des de llavors atempta en nombroses ocasions a l'Estat, tot i algunes detencions, entre ells Iker Beristain i Liher Rodríguez Aretxabaleta, suposats responsables de l'aparell de falsificació, Juan Cruz Maiza Artola, presumpte responsable de logística, i José Luis Iruretagoyena (Suni), segons la policia espanyola el millor expert en fabricació d'armes, i de l'escamot itinerant, a més de localitzar la casa de Cahors que serviria segons aquestes fonts de centre de formació per als activistes.
L'estat francès va detenir el 21 de maig de 2008 a Francisco Javier López Peña (Thierry) suposat líder de l'organització, tot i que fonts de govern francès han dubtat de la veritable importància dels arrestats. Algunes veus, com la del líder nacionalista moderat Xabier Arzalluz, criticaren la detenció d'un dels negociadors en les converses de pau entre ETA i el govern del PSOE en període electoral. En juliol de 2008 es va detenir nou persones, desarticulant l'escamot Biscaia, el més actiu des del final de la treva i que havia dut a terme la majoria de les accions armades.
A finals de 2008 es van detenir dos caps militars: el 17 de novembre Garikoitz Aspiazu (Txeroki) i el 8 de desembre Aitzol Iriondo, i el 18 d'abril de 2009 el seu successor Jurdan Martitegi.
En els darrers temps la gran majoria dels detinguts acusats de terrorisme han estat persones perseguides per la seva activitat política en organitzacions independentistes il·legalitzades i joves acusats d'actes de violència al carrer, a més de refugiats a l'estat francès sovint sense cap activitat clandestina coneguda en el moment de la detenció, detencions que han permès a les autoritats espanyoles inflar les dades de detencions per mostrar una posició de força. Tot i això Euskadi Ta Askatasuna va mantenir la seva activitat, amb accions com l'assassinat de dos agents de la Guàrdia Civil a Capbreton, o atemptats com la voladura de les casernes de la Guàrdia Civil de Durango, Calahorra i de Legutio (on moria un agent), en pocs mesos, i desenes d'atemptats amb bomba.
A finals d'agost del 2009, una nova operació policial conjunta de França i Espanya va conduir a la detenció al sud del país francès de tres membres d'ETA, entre ells Aitzol Etxaburru, que va rellevar Itziar Plaza com a màxim responsable de la logística de l'organització quan aquesta va ser detinguda, també a França, i la localització de 13 zulos amb abundant material explosiu relacionat amb els atemptats de Burgos i Palma.

### Cessament definitiu de l'activitat armada
El 10 de gener de 2011, ETA va anunciar un nou alto el foc "permanent i verificable", que podria ser verificat per la comunitat internacional, Al comunicat, l'organització va demanar als governs espanyol i francès que "abandonin per sempre les mesures repressives i la negació d'Euskal Herria" i va afirmar que "ETA no abandonarà el seu esforç i lluitarà per impulsar i dur a terme el procés democràtic, fins a assolir una veritable situació democràtica a Euskal Herria". La Comissió Internacional de Verificació per avaluar l'alto el foc permanent i general es va presentar el 28 de setembre de 2011 a Bilbao tot i que el govern espanyol no havia acceptat la seva validesa.
El 17 d'octubre de 2011 es va celebrar la Conferència Internacional de Pau de Sant Sebastià per resoldre el Conflicte Basc a la qual van acudir principals polítics i mediadors internacionals com Kofi Annan, Bertie Ahern, Gro Harlem Brundtland, Pierre Joxe, Gerry Adams i Jonathan Powell.
El 20 d'octubre de 2011, l'organització, llavors dirigida per David Pla Martín, Iratxe Sorzábal Ezpela i Izaskun Lesaka Argüelles Ane va anunciar el cessament definitiu de l'activitat armada amb "un compromís clar, ferm i definitiu", en un missatge enviat al diari Gara. Tot i això, continuaren les detencions d'activistes, entre elles la d'Oroitz Gurruchaga Gogorza, cap de l'aparell militar, el 27 de maig de 2012 i sis militants més al final de juny.
El Govern de Mariano Rajoy va decidir incorporar al dret espanyol la directiva europea que establia l'acumulació de condemnes a altres països però durant el tràmit parlamentari organitzacions com l'Associació de Víctimes del Terrorisme van alertar que aquesta regulació podia permetre que alguns etarres sortissin abans de presó i es va incloure a la llei orgànica de 12 de novembre del 2014 la disposició addicional que impedeix acumular les condemnes a l'estranger imposades abans del 15 d'agost del 2010.
En 23 de setembre de 2015 fou detingut l'aparell polític, format per David Pla Martín i Iratxe Sorzabal Díaz a Baigorri.

### Desarmament i dissolució
La matinada del 7 d'abril del 2017 ETA va anunciar en un comunicat que ja no era una organització armada i que havia lliurat tot el seu arsenal a la societat civil del País Basc. El 8 de juliol 20.000 persones es concentraren a Baiona per acompanyar el desarmament. Membres del col·lectiu "artesans per la pau" i mediadors internacionals de la Comissió Internacional de Verificació lliuraren la ubicació de 8 amagatalls a la policia francesa, amb 120 armes, 3 tones d'explosius i milers de detonadors i munició de l'organització.
Mesos després, el 20 d'abril de 2018, l'organització va fer públic un nou comunicat on anunciava la seva imminent dissolució per la primera setmana de maig. El mateix dia demanà perdó a les víctimes reconeixent el dany causat durant les últimes dècades, especialment les que no tenien res a veure amb els seus objectius. Aquesta distinció fou criticada negativament per la majoria d'associacions de víctimes del terrorisme.

## Treves i negociacions
Al llarg de la seva història, ETA ha declarat diverses treves i altos el foc:
- La primera d'elles, el 27 de febrer de 1981 la va declarar ETA (pm) per fer possible un acord entre les forces polítiques després del cop d'estat del 23-F.[104]
- El 8 de gener de 1988 ETA declarà una treva que s'allargà, a conseqüència de les Converses d'Alger fins al 4 d'abril de 1989, quan ETA la donà per acabada a causa del fracàs de les negociacions.
- El 23 de juny de 1996, ETA declarà una treva d'una setmana i oferí una negociació al nou govern del Partit Popular, que no fou resposta per aquest.
- El 20 de novembre de 1997 declarà la primera treva parcial de la seva història per als funcionaris de presons. No serà fins al 16 de setembre de 1998 quan ETA anunci una treva total, indefinida i sense condicions que començaria al cap de dos dies, el 18 de setembre. Durant el període d'aquesta treva, que s'allargà fins al 3 de desembre de 1999, tingueren lloc a Suïssa diverses converses entre els membres de l'organització i representants del Govern.
- El 18 de febrer de 2004 ETA declara una nova treva parcial, en aquest cas circumscrita al territori de Catalunya després de les negociacions de Josep Lluís Carod-Rovira com a President en funcions de la Generalitat de Catalunya amb membres de l'organització armada a Perpinyà a menys d'un mes de la celebració de les eleccions generals.
- El 18 de juny de 2005, ETA declara una treva per als càrrecs electes dels partits polítics espanyols. Setmanes després, l'organització puntualitza al seu butlletí intern Zutabe que aquesta treva no afecta els membres del Govern.
- El 22 de març de 2006 ETA declara un alto el foc permanent. El 17 d'agost de 2006 ETA emet un comunicat al diari Gara on assegura que el procés de pau està en crisi i amenaça respondre si continuen els atacs contra Euskadi. El 30 de desembre de 2006 ETA atempta amb un furgó bomba a l'aparcament de l'Aeroport de Madrid-Barajas (Madrid) causant dos morts, la qual cosa suposa el trencament de l'alto el foc permanent. El mateix dia el president José Luis Rodríguez Zapatero decreta la suspensió de les negociacions. Tot i així, les converses entre Govern estatal i ETA i entre PSE, PNB i Batasuna seguirien fins al maig de 2007, en què es frustrà el procés per desavinences en el redactat final de l'acord de Loiola. El 5 de juny de 2007 ETA declara trencat l'alto el foc, mitjançant un comunicat en què afirma que ha decidit tornar a "actuar en tots els fronts".

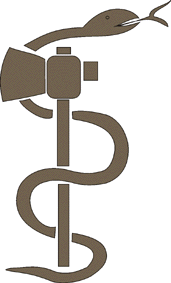
La serp i la destral, símbol d'ETA

- El 5 de setembre de 2010 ETA declara un alto el foc mitjançant un vídeo enviat a la BBC i el diari Gara.[105]
- El 10 de gener del 2011, ETA anuncia un alto el foc "permanent, general i verificable".[106][107] El 20 d'octubre del mateix any anuncia el "cessament definitiu" de la violència, després de la Conferència Internacional de Pau de Sant Sebastià on hi participaren polítics i mediadors internacionals.

## Símbols
La serp i la destral és el símbol d'ETA, anomenat "bietan jarrai" (els dos junts), que simbolitza l'astúcia i la força. Va ser creat per l'exiliat anarquista Félix Likiniano.

## Publicacions
En 1962 va aparèixer Zutik ("dempeus", en basc), que va desaparèixer en 1978, El front cultural d'ETA va elaborar la revista Hautsi des de 1972 que en 1975 ETA politicomilitar va usar com a capçalera pròpia.
Amb la desaparició de Zutik, des de 1980 ETA va elaborar dos butlletins, un intern, Zutabe, i un per disfusió externa, Zuzen. Les darreres edicions conegudes de Zutabe són la 112 de setembre del 2007 i el 113, d'abril de 2011.